# Bichești, Vrancea
Bichești este un sat în comuna Boghești din județul Vrancea, Moldova, România. Se află în partea de est a județului,  în Colinele Tutovei.